# Liste der Kulturgüter in Herbligen
Die Liste der Kulturgüter in Herbligen enthält alle Objekte in der Gemeinde Herbligen im Kanton Bern, die gemäss der Haager Konvention zum Schutz von Kulturgut bei bewaffneten Konflikten, dem Bundesgesetz vom 20. Juni 2014 über den Schutz der Kulturgüter bei bewaffneten Konflikten sowie der Verordnung vom 29. Oktober 2014 über den Schutz der Kulturgüter bei bewaffneten Konflikten unter Schutz stehen.
Objekte der Kategorie A sind im Gemeindegebiet nicht ausgewiesen, Objekte der Kategorie B sind vollständig in der Liste enthalten, Objekte der Kategorie C fehlen zurzeit (Stand: 24. Februar 2024). Unter übrige Baudenkmäler sind Objekte zu finden, die im Bauinventar des Kantons Bern als «schützenswert» verzeichnet sind.

## Kulturgüter
| Foto |                                                     | Objekt                   | Kat. | Typ | Standort                          | Beschreibung |
| ---- | --------------------------------------------------- | ------------------------ | ---- | --- | --------------------------------- | --- |
| BW   | Datei hochladen · Wikidata zu Wohnstock (Q29652133) | Wohnstock KGS-Nr.: 10627 | B    | G   | Hauptstrasse 4, 6 612845 / 186137 | Dieser um 1817 erbaute Wohnstock ist ein herrschaftlich anmutendes Bauwerk mit spätbarockem Dekor, von 1856 bis 1861 diente es als Sekundarschulhaus. Die Nord- und Süd-Fronten sind als Schaufassaden ausgebildet, die Mittelachse durch zwei repräsentative Portale betont, im Dachgeschoss ist eine Ründilaube mit eleganter, kulissenhaft niedriger Brettbalusterbrüstung zu finden. |

## Übrige Baudenkmäler
Hinweis: Anstelle der KGS-Nummer wird als Objekt-Identifikator (ID) die Grundstücksnummer verwendet.
| ID  | Foto |                 | Objekt                         | Typ | Standort                           | Beschreibung |
| --- | ---- | --------------- | ------------------------------ | --- | ---------------------------------- | ------------ |
| 43  | BW   | Datei hochladen | Ehemaliger Herrenstock (1857)  | G   | Bühlstrasse 1 613078 / 186284      |              |
| 170 | BW   | Datei hochladen | Bauernhaus (1828)              | G   | Dorfstrasse 21 612988 / 186430     |              |
| 170 | BW   | Datei hochladen | Speicher (um 1830)             | G   | Dorfstrasse 21a 612943 / 186444    |              |
| 170 | BW   | Datei hochladen | Stöckli (1770)                 | G   | Dorfstrasse 23 613012 / 186441     |              |
| 198 | BW   | Datei hochladen | Stöckli (1886)                 | G   | Dorfstrasse 3 612799 / 186200      |              |
| 443 | BW   | Datei hochladen | Wohnstock (1848)               | G   | Sagistrasse 17 612448 / 186212     |              |
| 600 | BW   | Datei hochladen | Bauernhaus (1. Hälfte 19. Jh.) | G   | Sagistrasse 19 612391 / 186216     |              |
| 664 | BW   | Datei hochladen | Stöckli (1904)                 | G   | Dorfstrasse 10 612861 / 186315     |              |
| 677 | BW   | Datei hochladen | Doppel-Bauernhaus (1689)       | G   | Dorfstrasse 5 612781 / 186257      |              |
| 677 | BW   | Datei hochladen | Speicher (2. Hälfte 18. Jh.)   | G   | Dorfstrasse 5a 612782 / 186276     |              |
| 696 | BW   | Datei hochladen | Bauernhaus (1740)              | G   | Wydibühlstrasse 14 613569 / 185893 |              |